# Archachatina marginata
De West-Afrikaanse reuzenslak (Archachatina marginata) is een tropische slakkensoort uit het geslacht Agaatslakken. Het van origine Afrikaanse dier is een van de grootste landslakken ter wereld en behoort tot de Afrikaanse reuzenslakken, waartoe ook de tijgerslak en de grote agaatslak behoren.

## Beschrijving
Het slakkenhuis heeft een kenmerkende bolvormige, grote en brede apex, waarmee de West- Afrikaanse reuzenslak van de andere Afrikaanse reuzenslakken te onderscheiden is. Voorts heeft het huis een witte tot blauwwitte columella, pariëtale wand, en buitenlip. Het slakkenhuis kan tot 21 cm lang worden, en 13 cm in diameter. Het visuele patroon wekt de suggestie van een weefwerkje.

## Biologie
De West-Afrikaanse reuzenslak komt van oorsprong uit West- en Midden-Afrika. Ze is door export in andere delen van de wereld terechtgekomen waar ze vaak goed gedijt en dan vaak een pest wordt. Deze slak heeft dan ook een breed dieet maar haar primaire bronnen zijn toch banaan, sla en papaja.
Onder laboratoriumomstandigheden kan het dier tot 10 jaar oud worden en is het geslachtsrijp na 9-10 maanden. Eieren worden meestal onder de grond gelegd, maar ze kunnen ook op de grond of in de vegetatie worden gelegd. De legselgrootte varieert, maar kan oplopen tot 40 eieren. Deze zijn geelachtig van kleur en kunnen donkere vlekken vertonen. Ze hebben een incubatietijd van ongeveer 40 dagen.

## Ondersoorten
De West-Afrikaanse reuzenslak is onder te verdelen in ten minste de volgende ondersoorten:
- A. m. var. ovum
- A. m. var. suturalis
- A. m. var. egregia
- A. m. var. eduardi
- A. m. var. candefacta
- A. m. var. grevillei
- A. m. var. icterica

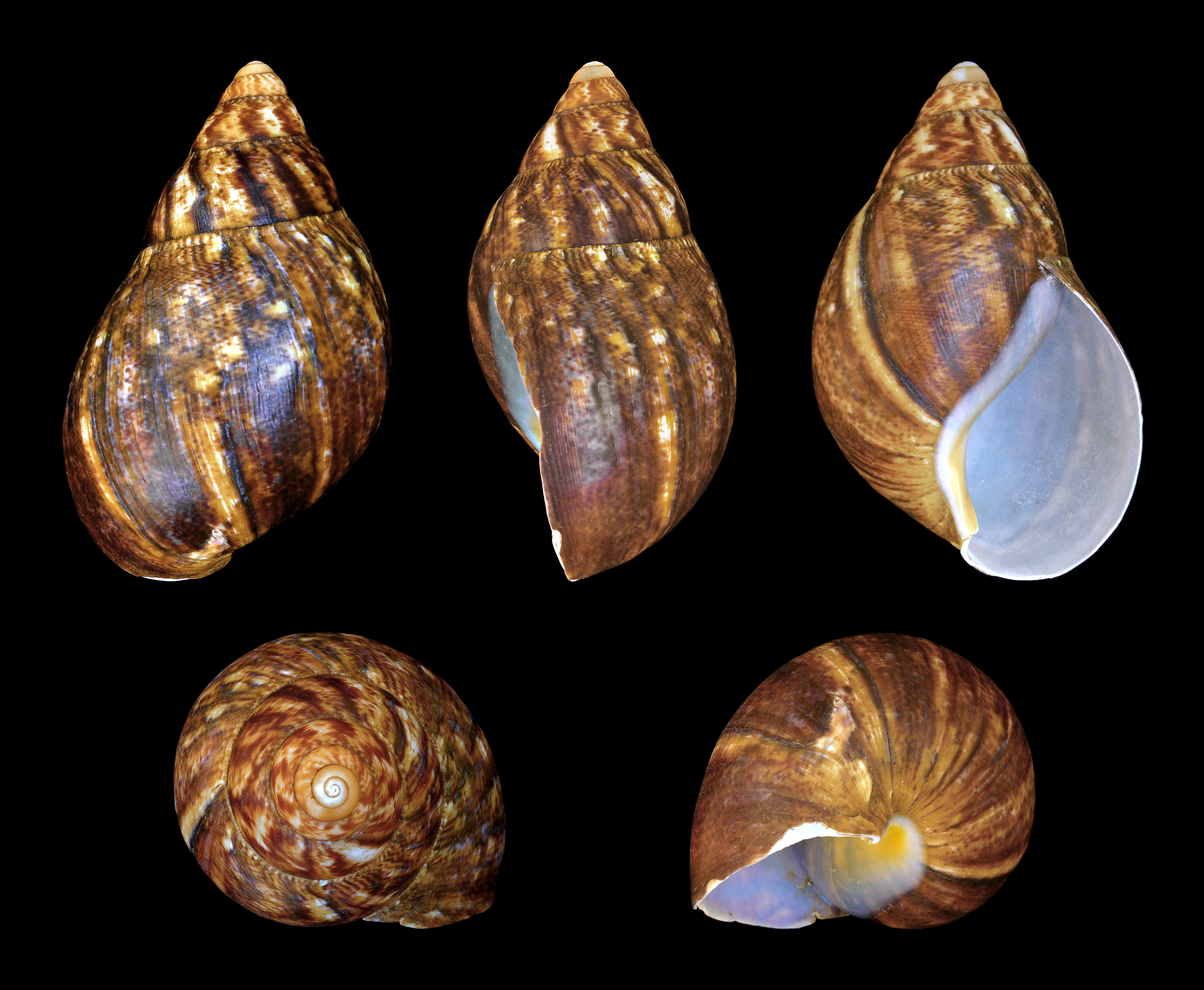
Archachatina marginata var. ovum
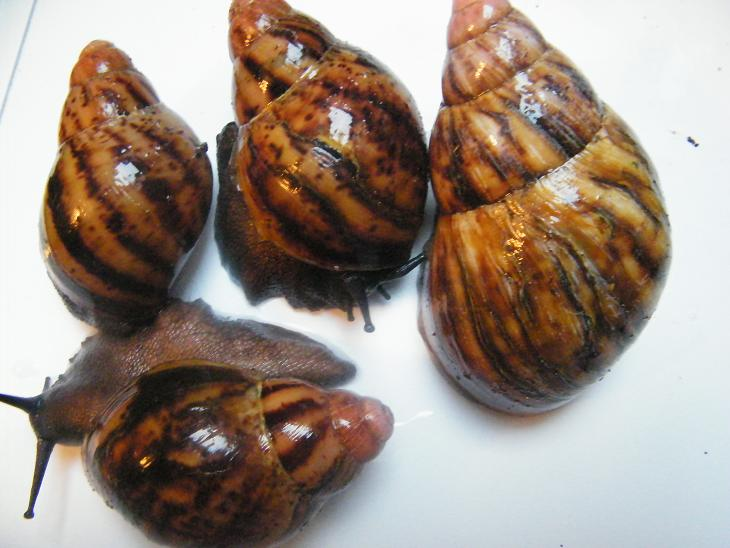
Archachatina marginata var. suturalis (Philippi, 1849)

## Waarde voor de mens
De West-Afrikaanse reuzenslak, evenals de overige Afrikaanse reuzenslakken, is een goedkope bron van proteïne en ijzer voor schoolkinderen en jonge moeders die lijden aan ijzertekort. Het vlees bevat voorts onverzadigde vetzuren, calcium, magnesium, fosfor, koper, zink, en de vitamines A, B6, B12, K en folaat. Het bevat ook meer aminozuur, arginine en lysine dan een kippenei. Verder heeft het essentiële vetzuren, zoals linolzuur (een omega 6-vetzuur) en linoleenzuur. Al met al bevat het vlees veel proteïne en weinig vet en is het derhalve gezond alternatief voedsel. De reuzenslak is qua voedingswaarde vergelijkbaar met escargot.
De West-Afrikaanse reuzenslak is goed te kweken. In Afrika wordt dat vooral voor voeding gedaan, terwijl de slak in de westelijke industrielanden vooral gekweekt wordt als huisdier.
Geïmporteerde slakken die in de natuur vrijgekomen zijn, kunnen door hun vraatzucht een pest worden. Hieronder wordt vooral in de Verenigde Staten geleden alwaar ze geen natuurlijke vijanden kennen en goed gedijen in het plaatselijke klimaat.